# Берёзовая Роща (Свердловская область)
Берёзовая Роща — посёлок в Красноуфимском округе Свердловской области. Управляется Ключиковским сельским советом.

## География
Посёлок Берёзовая Роща расположен на правом берегу ручья Горбуновского, в северо-западных окрестностях окружного центра — города Красноуфимска.

### Часовой пояс
Берёзовая Роща как и вся Свердловская область, находится в часовой зоне МСК+2. Смещение применяемого времени относительно UTC составляет +5:00.

## Население
| 2002 | 2010 | 2021 |
| ---- | ---- | ---- |
| 582  | ↘488 | ↗505 |

## Инфраструктура
Посёлок разделён на шесть улиц (Гипсовая, Загородная, Иргинская, Карла Маркса, Нарядная, Отрадная) и два переулка (Нарядный, Светлый).